# زوقليات
زوقليات (الاسم العلمي: Palpimanidae)، فصيلة عناكب من رتبة الرتلاوات. هي فصيلة صغيرة إلى حد ما. اعتبارًا من سبتمبر 2018، شملت حوالي 150 نوعًا موصوفًا من عنكبوت أرضي المسكن في 18 جنسًا.